# Witten (Drenthe)
Witten is een plaats in de gemeente Assen, provincie Drenthe (Nederland). Het ligt tussen Bovensmilde en Assen en wordt van de zuidwestelijke buitenwijken van Assen gescheiden door de A28. Witten en buitengebied hadden samen 190 inwoners in 2018.

## Geschiedenis
De marke Witten werd voor het eerst genoemd in 1294. Tot de gronden van de marke behoorde ook het latere Kloosterveen, tegenwoordig een buitenwijk van Assen. Witten kwam tussen 1302 en 1487 volledig in het bezit van het cisterciënzer nonnenklooster Mariënkamp (Maria in Campis) in Assen, dat zijn ontwikkeling grotendeels aan dit klooster heeft te danken. Met de reformatie kwamen de bezittingen van Mariënkamp, waaronder Witten, in 1600 in het bezit van de Landschap Drenthe. Enkele boerderijen in Witten staan op de rijksmonumentenlijst.

## Voorzieningen
In Witten bevinden zich, mede door de nabijheid van het TT-circuit, veel verblijfsaccommodaties. Direct ten noorden van het plaatsje bevindt zich de Baggelhuizerplas, die is ontstaan uit een zandafgraving.

Het Witterveld is een heideterrein in de buurt van Witten dat wordt gebruikt als militair oefenterrein.